# Dolores Hoffmann
Dolores Hoffmann (* 1. September 1937 in Leningrad) ist eine estnische Glasmalerin und Restauratorin. Sie entstammt einer deutsch-estnischen Familie.

## Leben und Werk
Dolores Hoffmanns wurde als Kind einer estnischen Mutter und eines deutschen Vaters in Leningrad geboren. Die Eltern wurden während des Großen Terrors unter Stalin inhaftiert, der Vater 1938 als angeblicher deutscher Spion hingerichtet. Die Mutter wurde 1941 aus dem Gulag entlassen und überlebte nach Rückkehr die deutsche Blockade der Stadt. Dolores Hoffmann wuchs währenddessen seit ihrem sechsten Lebensmonat unter prekärsten Bedingungen in sowjetischen Waisenhäusern auf; mit ihrer Mutter traf sie erst nach dem Krieg wieder zusammen und zog mit ihr in das erneut in die Sowjetunion eingegliederte Estland.
Hoffmann schloss 1962 das Staatliche Kunstinstitut Estlands (Eesti Riiklik Kunstiinstituut) im Fach Malerei ab. Von 1963 bis 1995 war sie an der Lehranstalt als Dozentin für Komposition tätig.
Seit 1973 beschäftigt sich Hoffmann vertieft mit Glasmalerei. 1995 gründete sie ihr eigenes Atelier für Glasmalerei und spezialisierte sich auf Fenster für Sakralbauten. Neben zahlreichen Glasfenstern für Kirchen restauriert Hoffmann Bleiglasfenster aus dem 13. bis 19. Jahrhundert. Sie ist Eigentümerin des Unternehmens Domini Canes, das in der Tallinner Altstadt Glasfenster anfertigt und renoviert. Sie unterhält daneben eine Galerie mit Glaskunst.

## Auszeichnungen
1982 erhielt Hoffmann die Auszeichnung „Verdiente Künstlerin der Estnischen SSR“. 2002 wurde ihr die Marienmedaille der Tallinner Domgemeinde verliehen.

## Glasarbeiten (Auswahl)
- Kirche von Valjala (1975–1983, 2010)
- Ministerium für Naturschutz der Estnischen SSR (1975)
- Glasbilder im Foyer des Fernsehturms von Tallinn (1980/81)
- Kirchen von Kihelkonna und Valjala (1975–1983, 2010)
- Fenster des Standesamts von Tallinn (1982/83)
- Heiliggeistkirche von Tallinn (1987–1996)
- Fenster des Adventisten-Seminars in Tula, Russland (1989)
- Kirchen von Elva, Türi und Toila (1995–1999)
- Kirche des Helsinkier Stadtteils Hakinula (1995–1997)
- Kapelle des Opus Dei in Stockholm (1996)
- Verwaltungssitz von Lukoil in Moskau (1997–2000)
- Friedhofskapelle von Tõrva (1998)
- Synagoge von Tallinn (2000)
- Firmensitz von Talosto in Sankt Petersburg (2001/2002)
- Commerzbank  in Moskau (2001)
- Kirche von Karula (2001)
- Petrikirche von Heimtali (2003)
- Residenz des Metropoliten der Estnischen Apostolisch-Orthodoxen Kirche (2003)
- Alexanderkirche von Narva (2004)
- Kirche von Iisaku (2004)
- Kirche von Simuna (2005–2011)
- Kirche von Laiuse (2006)
- Gebetshaus in Mustvee (2006)
- Lutherische Kirche auf der Insel Honshū, Japan (2007)
- Kapelle der Seemannsmission in Muuga (2008)
- Baptistisches Gebetshaus von Kohila (2008)
- Gemeindehaus von Nissi (2009)
- Häuser in Batumi (2010/2011)
- Kirche von Põltsamaa (2012)